# Cartes de Zener
 (février 2017).
Si vous disposez d'ouvrages ou d'articles de référence ou si vous connaissez des sites web de qualité traitant du thème abordé ici, merci de compléter l'article en donnant les références utiles à sa vérifiabilité et en les liant à la section « Notes et références ».

Cartes de Zener.

Les cartes de Zener sont un jeu de 25 cartes comportant 5×5 symboles formés d’un nombre de lignes croissant : cercle, croix, vagues, carré, étoile à cinq branches. Inventées vers 1930, elles ont été utilisées lors des premières recherches quantitatives effectuées dans le domaine de la parapsychologie, en particulier par Joseph Banks Rhine pour qui les cartes ont été créées par son collègue Karl Zener.
Elles étaient dans les premiers temps mélangées à la main, mais Rhine employa plus tard une machine à trier.

## Objectif et protocole
L'expérience réalisée avec les cartes de Zener vise généralement à déterminer le taux de clairvoyance d'un sujet : un expérimentateur tire les 25 cartes l'une après l'autre, sans les montrer au sujet de l'expérience, qui doit deviner le symbole inscrit sur chacune d'elles. Un taux normal de réussite (provoqué uniquement par des réponses données au hasard) serait de 20 % (ou 25 % si l'on prend en considération la tendance naturelle du sujet à ne pas proposer deux fois de suite un même symbole). Un taux de 100 % indiquerait une personne douée de la clairvoyance absolue, et un taux de 0 % (ou s'en approchant) indiquerait une « clairvoyance négative » — ou une erreur dans la mise en œuvre de l'expérience.
En réalité, dans la plupart des protocoles, le sujet testé voit les cartes tirées une à une. Sa mémoire l'aide donc énormément à améliorer son score.[réf. souhaitée]
Une variante de l'expérience susmentionnée vise à tester la réalité de la télépathie : lorsque l'expérimentateur tire une carte, il cherche à transmettre par la pensée au sujet testé l'information concernant le symbole qui y figure. Lorsque les 25 cartes ont été tirées, on mesure le pourcentage de réponse exacte, qu'on pondère avec le facteur du hasard.
Dès le début de leur utilisation, plusieurs polémiques ont entouré les expériences menées avec les cartes de Zener : il faut dire que le jeu original avait été fabriqué dans une matière translucide qui laissait transparaître les symboles. Par la suite, du carton opaque a été utilisé, mais l'impression au dos des cartes d'une représentation du campus de l'université Duke (Duke University) a conduit les observateurs externes à considérer les cartes de Zener comme un « jeu orienté ».
Les partisans de la méthode estiment pour leur part que c'est la meilleure solution à ce jour pour se pencher scientifiquement sur les questions de parapsychologie. Non contents de tester les dons (ou capacités) de clairvoyance ou de télépathie d'un individu, ils se sont lancés dans des expériences sur un grand nombre de sujets, cherchant à déterminer l'influence du régime alimentaire (ou de l'hypnose) sur les résultats, le caractère inné ou acquis, la prévalence comparée dans divers groupes ethniques, etc.
Les expériences menées à l'aide des cartes de Zener n'ont pas permis de définir l'existence de la clairvoyance ou de la télépathie. Un défi paranormal à un million de dollars lancé par James Randi a eu lieu pendant de nombreuses années, jusqu'en 2015.

## Dans la culture populaire
Au début du film SOS Fantômes, le Dr. Peter Venkman utilise des cartes de Zener en noir et blanc.
Dans le 1er épisode de la saison 8 de Columbo.
Dans le jeu vidéo Beyond: Two Souls, des cartes de Zener sont utilisées pour mener un test de télépathie sur Jodie.
Le jeu de rôle Conspiracy X, paru en 1996, utilise des cartes de Zener pour simuler l'utilisation de pouvoirs psychiques dans le cadre du jeu.
Dans l’anime Saiki Kusuo no Ψ nan, les différentes classes du lycée PK sont représentées par les symboles des cartes de Zener.
Le personnage de Sumireko Usami, de la série de jeux vidéo Touhou Project, maniant des pouvoirs Psi utilise des cartes de Zener comme projectiles.
Dans La Fin du monde, aventure de Captain Britain, les écoliers britanniques qui réussissent trop bien au test sont envoyés en camp, officiellement parce qu'ils sont dangereux, en réalité pour éliminer les rivaux possibles de James Jaspers.
Ces cartes sont également évoquées dans L'Institut, de Stephen King, sous l'appellation de "cartes de Rhine". Les expérimentateurs tentent d'évaluer les dons de clairvoyance des enfants retenus dans "l'institut".